# Roland Petit
Roland Petit (Villemomble, Francia 13 de enero de 1924-Ginebra Suiza; 10 de julio de 2011) fue un bailarín, coreógrafo, maestro de ballet y director de compañía francés. Fue alumno de la escuela del Ballet de la Ópera de París (1933-1944), creador de los Ballets des Champs Élysées (1945-1947) y de los Ballets de París (1948-1956). Dirigió y coreografió numerosos espectáculos para cine y televisión, adquirió y dirigió el Casino de París (1970-1975) y fundó y dirigió el Ballet Nacional de Marsella (1972-1998). Está considerado como uno de los máximos representantes del ballet de la segunda mitad del siglo XX.

## Comienzos
Nacido en el seno de una familia con aficiones artísticas -su padre Edmond regentaba un bistrot en Les Halles parisinas y su madre. Rose, de origen italiano, sería la creadora de la marca de zapatillas de ballet Repetto- Roland Petit entró en 1933 con nueve años en la escuela del Ballet de la Ópera de París. Allí recibió una formación clásica rigurosa en las clases de Gustave Ricaux con otros compañeros luego célebres como Jean Babilée. En 1940 a los dieciséis años fue admitido en el corps de ballet y ya en 1943 Serge Lifar, entonces director del ballet de la Ópera le encomendó el papel de Carmelo en su versión de El amor brujo de Falla junto a la bailarina española Teresina Boronat. Admirador del cine y el musical americano de aquellos años Roland Petit buscaba liberarse del corsé tradicional de la Ópera. Durante la Ocupación presentó con la también jovencísima bailarina Janine Charrat sus primeros intentos coreográficos en varios recitales en la Sala Pleyel. A estos siguieron después de la Liberación de París en agosto de 1944 las veladas de la danza organizadas a un nivel ya más profesional por la empresaria Irène Lidova en el Théâtre Sarah Bernhardt parisino.

## Los Ballets des Champs Élysées
De estas veladas de la danza nacieron en octubre de 1945 los Ballets des Champs Élysées con Roland Petit a la cabeza de un equipo de bailarines jóvenes arropados por veteranos como Borís Kojnó, que asumió el papel de director artístico, libretistas como Jean Cocteau y escenógrafos como Christian Bérard, Marie Laurencin y Georges Wakhévitch. La etapa de Roland Petit en los Ballets des Champs Élysées (1945-1947) fue breve pero de una riqueza creativa extraordinaria y le consagró con los ballets Les forains (1945) y Le jeune homme et la mort (1946) como uno de los protagonistas del nuevo ballet de postguerra.

## Los Ballets de París
Al final de la temporada de 1947, Petit abandonó con un grupo de adeptos la compañía y se instaló en el Théâtre Marigny para fundar los Ballets de París. Esta nueva aventura creativa atrajo a nuevos colaboradores entre ellos las bailarinas Renée Jeanmaire (luego Zizi Jeanmaire) y Colette Marchand, los bailarines Vladimir Skouratoff, Milorad Miskovich y Serge Perrault, los libretistas Jean Anouilh y Jean Genet, los escenógrafos Leonor Fini y Antoni Clavé. El gran éxito de esta etapa fue el ballet Carmen sobre la ópera homónima de Bizet, estrenado en el Prince´s Theatre de Londres el 12 de febrero de 1949 con Zizi Jeanmaire en el papel de Carmen y Petit en el de Don José. Gracias a la enorme repercusión entre el público y la crítica también en su posterior presentación en París, la compañía fue invitada en otoño de 1949 a Nueva York, donde actuó en el Winter Garden Theatre en Broadway. En esta ocasión se abrió un amplio campo de acción para Petit con su primera intervención cinematográfica en Hollywood en Hans Christian Andersen de Danny Kaye (1952). Le siguieron numerosas colaboraciones en películas americanas y francesas, entre ellas Daddy Long Legs (1955) con Leslie Caron y Fred Astaire. En estos años también se dedicó al musical y la revista, terreno en el que creó espectáculos brillantes para su ya esposa Zizi Jeanmaire a la que convirtió en vedette del Casino de París (1970-75).

## Ballet Nacional de Marsella
En 1972, Roland Petit recibió el encargo de la ciudad de Marsella de crear una compañía estable de ballet. Ese mismo año presentó a la nueva compañía en la Salle Villier marsellesa con el espectáculo Pink Floyd Ballet con la participación del famoso grupo de música rock. Otros hitos de esta etapa fueron Proust (1974), Coppélia (1975), Dama de picas (1977) según la ópera de Chaikovski, El murciélago (1980) según la opereta de Johann Strauss. El 1990, el Ballet Nacional se instaló en un centro propio compartido con la  École Supérieure de Danse creada también por Roland Petit.
Roland Petit falleció a 87 años debido a una leucemia. Le sobrevive su hija Valentine Petit, bailarina y actriz.

## Premios y distinciones
- Chevalier dans l´Ordre des Arts et des Lettres 1962[15]
- Chevalier de la Légion d´Honneur 1974[15]
- Premio Benois de la Danse 1994